# Estadística robusta
L'estadística robusta és una aproximació alternativa als mètodes estadístics clàssics. L'objecte és produir estimadors que no siguin afectats per variacions petites respecte de les hipòtesis dels models.
Les estadístiques robustes intenten proporcionar mètodes que emulen els mètodes clàssics, però que no són afectats indegudament per valors atípics o altres petites discrepàncies respecte de les assumpcions del model. En Estadística, els mètodes clàssics confien en hipòtesis que no es resolen o no es verifiquen sovint en la pràctica. Per exemple, s'assumeix sovint que els residuals de les dades estan distribuïts normalment, almenys aproximadament, o que es pot confiar en el Teorema del límit central per produir estimacions normalment distribuïdes. Desafortunadament, quan hi ha valors atípics en les dades, els resultats produïts pels mètodes clàssics són sovint de baixa qualitat.
Això pot estudiar-se empíricament examinant la distribució mostral de diversos estimadors sota un model de mescla, en els quals es barreja en una petita quantitat (1% a 5%) de contaminació en una mostra donada. Per exemple, un pot utilitzar una mescla de 95% de dades d'una distribució normal, amb el 5% de dades d'una altra distribució normal amb la mateixa mitjana però amb una desviació estàndard significativament major (els errors).
Per quantificar la robustesa d'un mètode, és necessari definir algunes mesures de robustesa. Potser les més comunes d'aquestes mesures siguin el punt de fallida i la funció d'influència.
Les estadístiques paramètriques robustes tendeixen a confiar en el reemplaçament de la distribució normal dels mètodes clàssics per la distribució T amb graus de llibertat baixos (alta curtosi; s'ha trobat que sovint graus de llibertat de 4 i 6 són útils en la pràctica) o amb una mescla de dues o més distribucions.

## Exemples d'estadístics robustos i no robustos
- La mediana és una mesura robusta de tendència central, mentre que la mitjana no. La mediana té un punt de fallida de 50%, mentre que la mitjana té un punt de fallida de 0% (un únic valor molt gran o molt petit pot alterar-la significativament).
- La desviació absoluta respecte a la mediana (MAD = Median Absolute Deviation) i el rang interquartílic són mesures robustes de dispersió estadística, mentre que la desviació estàndard i el rang no ho són.
- El Teorema de Masreliez és un tipus de filtre de Kalman robust.
- Mitjana Robusta d'una població